# Jersika (Ort)
Jersika (Deutsch: Gersika, Gerzike) ist ein Dorf und eine Gemeinde (Jersikas pagasts) im Bezirk Līvāni in Lettgallen in Lettland. Jersika liegt an der Düna etwa 10 Kilometer südlich von Līvāni und 165 Kilometer von Riga entfernt. Die Autostraße A 6 und die Bahnstrecke von Riga nach Daugavpils führen durch den Ort. Östlich von Jersika liegt der langgestreckte Jersikasee.

## Geschichte
Die nicht erhaltene Burg Jersika, von der nur noch der Burgwall zeugt, war von 1190 bis 1239 Mittelpunkt des griechisch-orthodoxen Königreichs Jersika.

## Jersikas pagasts
Die Gemeinde Jersika hatte 2020 650 Einwohner und umfasst die Siedlungen Upenieki (Gemeindezentrum), Jersika, Gospori, Graveri, Cirsenieki und Vuceni.

## Sehenswürdigkeiten
- Orthodoxe Kirche der Verklärung Christi, 1866 in Daugavpils gebaut, 1904 nach Jersika versetzt, aus zusammenlegbaren Eisenteilen[1]
- Römisch-katholische Kirche Maria Magdalene in Gospori, erbaut 1821[2]
- Das Empfangsgebäude des Bahnhofs Jersika wurde 1861 erbaut.
- Burgwall, 10.–14. Jahrhundert, etwa 2,4 Kilometer nördlich des Dorfes Jersika[3]

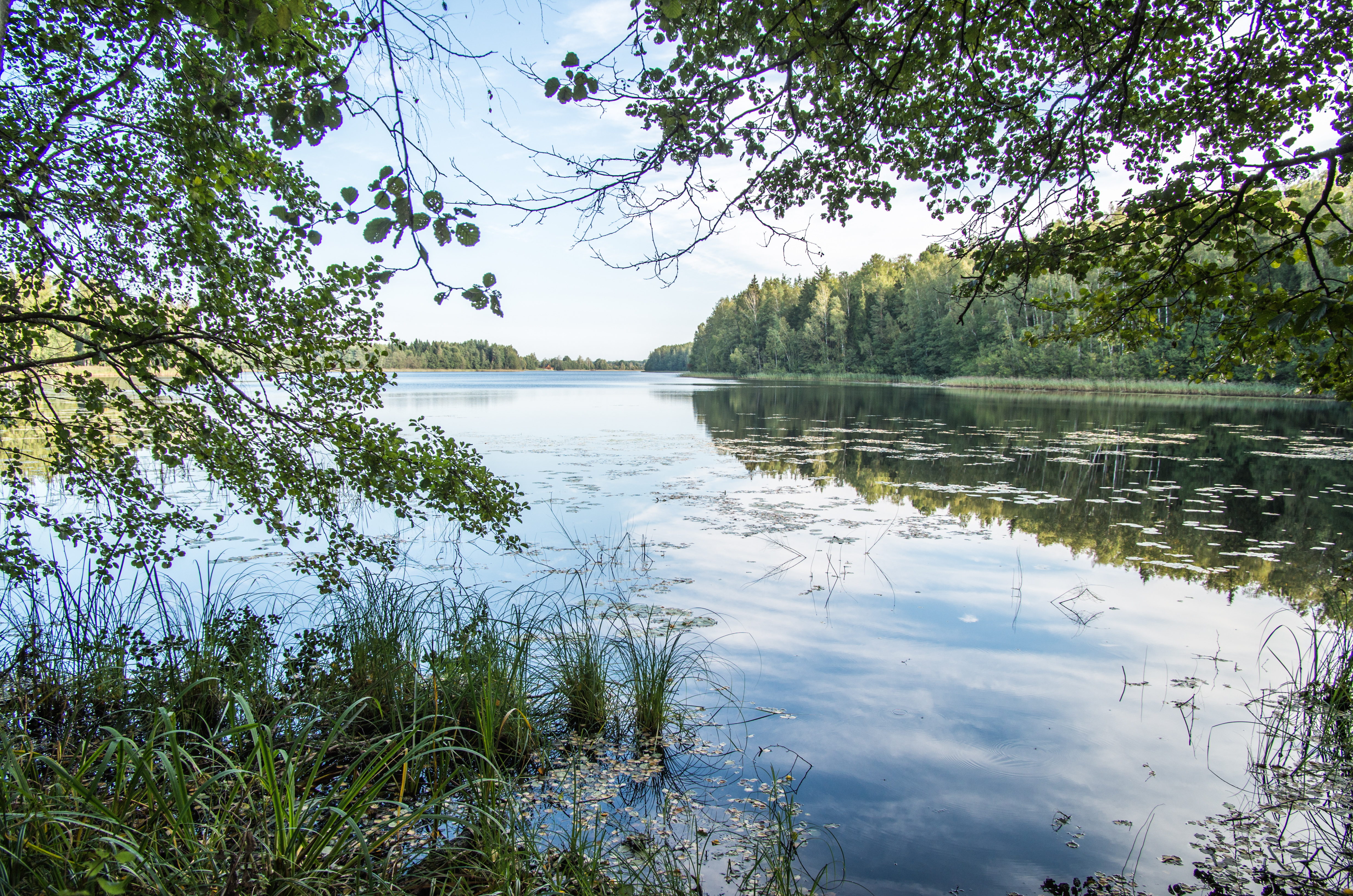
Jersikasee
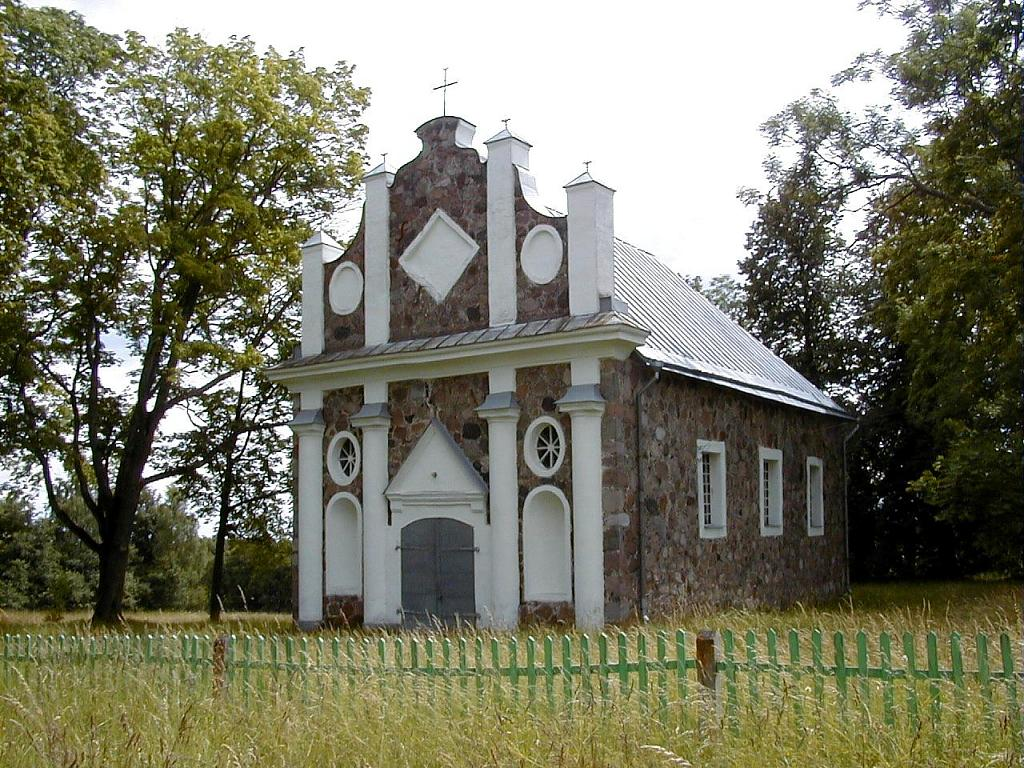
Katholische Kirche in Gospori
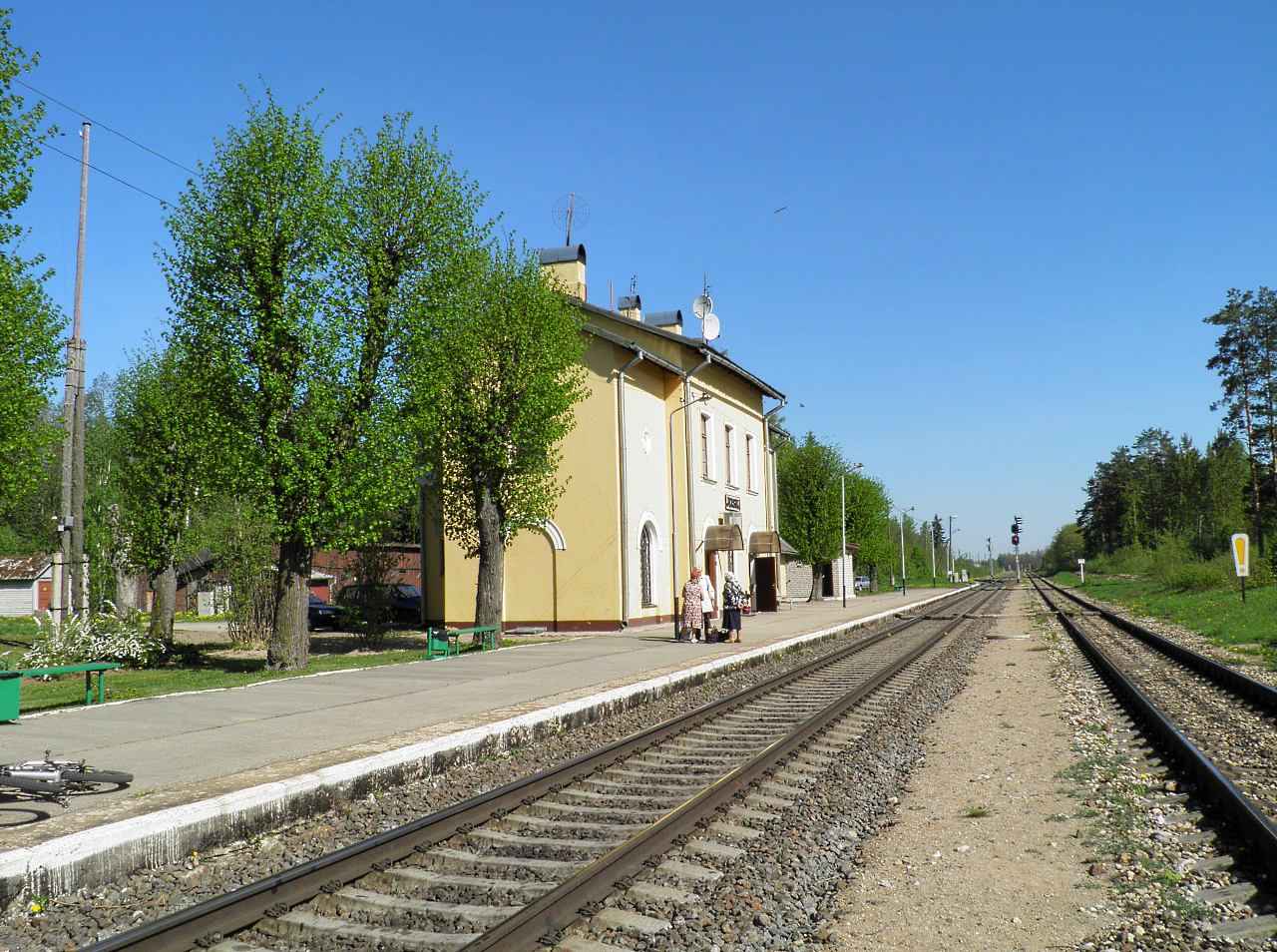
Bahnhof Jersika
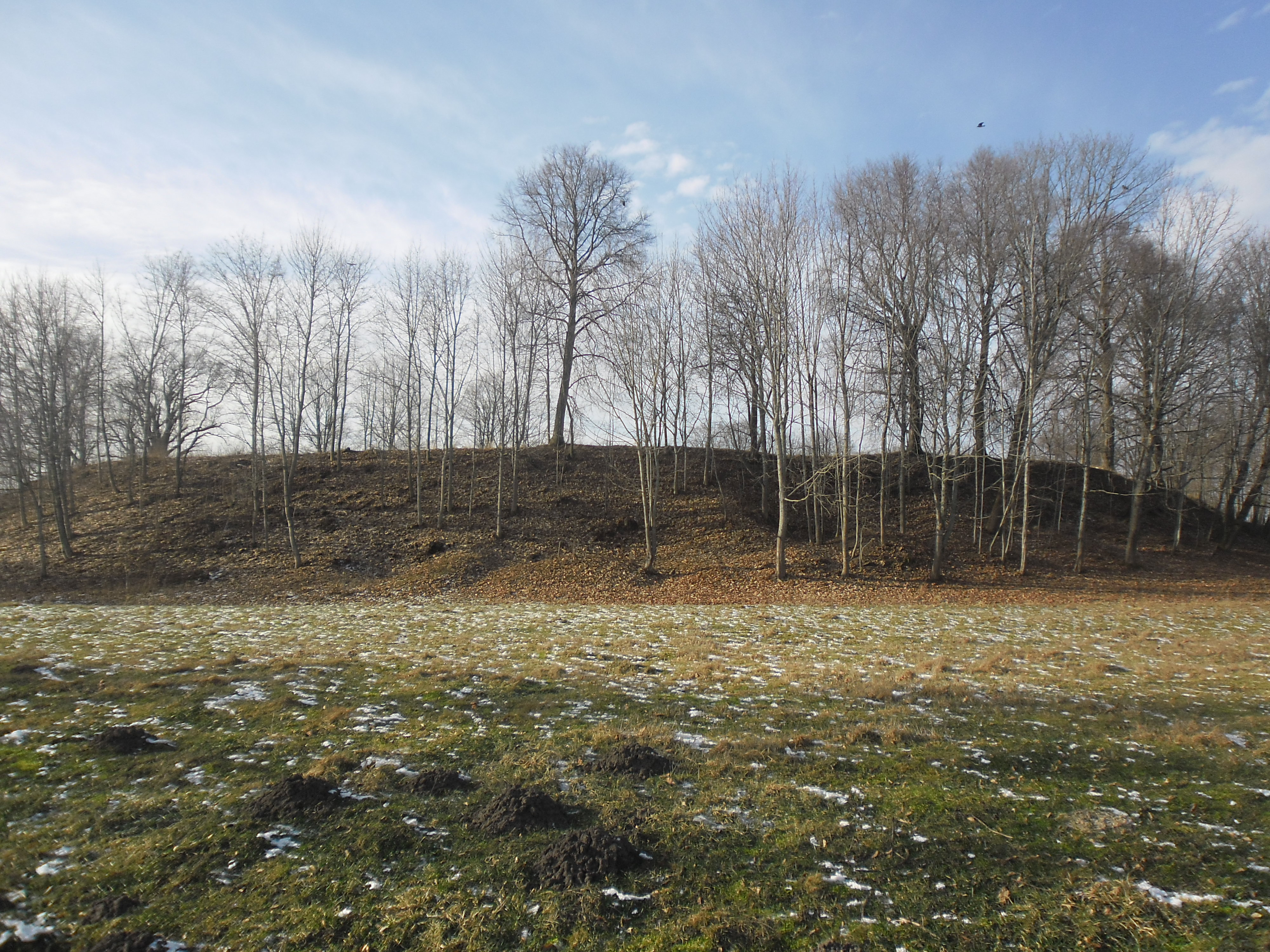
Burgwall Jersika